# Горное безумие
Горное безумие (англ. Mountain Madness) - компания по организации горного туризма, основанная в 1984 году.

## История
Из трёх учредителей, внесших по 500 долларов (все свои сбережения) Скотт был единственным, кто находился в Сиэтле. Уэс организовывал сафари и восхождения на Килиманджаро и проводил большую часть времени в Кении, где с 1979 года руководил филиалом школы Питцольдта. Майкл Эллисон вскоре женился, после чего переехал в Атланту и отдал свою долю Уэсу и Скотту, решив, что это дело никогда не будет приносить денег (тем не менее, он продолжал руководить поездками, чтобы самому участвовать в них бесплатно). В итоге компанией руководил Скотт, хотя и энергичный, но наименее способный к ведению бизнеса. Он из всех сил пытался совместить семью, бизнес и всё остальное с альпинизмом. Офис «Горного безумия» в доме Скотта и Джинни быстро стал центром притяжения для постоянно растущего круга друзей и знакомых Скотта.
Первых клиентов Скотт набирал, зазывая в горы своих друзей и знакомых. Так, он пытался поднять на Аконкагуа Джеффа Мюррея, своего начальника на рыболовецком судне (из-за высотной болезни тот дошёл лишь до половины).
Скотт водил клиентов на Рейнир, высочайшую точку и самый популярный пик Каскадных гор, нелегально. Доступ к горе контролировала Служба национальных парков США, и единственное выданное ими разрешение было у компании Лу Уитакера Rainier Mountaineering. Её гиды водили клиентов на вершину по южному маршруту: станция рейнджеров «Парадайз-Инн[англ.]» (1600 м) — ночёвка в лагере «Мюир[англ.]» (3000 м) — 1200 метров по леднику до вершины. Скотт, не имевший права водить клиентов по парку, поднимал их незаконно по восточной стороне горы, через лагерь Шермана[фр.] и ледник Эммонса. Гиды Rainier Mountaineering по этому маршруту обычно не ходили, однако знали о делишках Скотта, и не докладывали об этом начальству и контролирующим органам.
Возить в поездки «по бартеру» друзей и тайком водить клиентов на Рейнир позволяло сводить концы с концами, но не развивать бизнес. Для привлечения клиентов нужна была реклама.
В 1988 году Скотт, узнав о предстоящей американской экспедиции на Эверест, послал организаторам два резюме — Стейси Эллисон[англ.], не спросив её, и своё. Он уговорил её сначала сходить на собеседование, а потом и согласиться принять место в команде. Он был рад за Стейси, но для него стало ударом, что ему самому отказали (по мнению Стейси организаторы, возможно, посчитали, что Скотт не вольётся в команду и не захочет подчиняться руководству — «он мог показаться заносчивым»). Скотту осталось довольствоваться организацией трекинга к Кала-Патхар — он пришёл в базовый лагерь, где смог встретиться со Стейси, «челночившей» по горе. В итоге она успешно совершила восхождение, и 29 сентября, в возрасте 30 лет, стала первой американкой, поднявшейся на Эверест.
Скотт продолжал организовывать походы по Непалу, и в один из них даже свозил к базовому лагерю Эвереста своего крёстного отца в альпинизме, 82-летнего Пола Петцольда[англ.] (1908—1999).
В 1993 году Скотт, привлеча Роба Хесса и Брента Бишопа, сводил восемь студентов Принстона на пик Мак-Кинли. Хотя на вершину поднялись не все клиенты, в рамках своей акции «Восхождение и лекарство» они собрали 280 тысяч долларов для Американского фонда исследований СПИДа, и статью о восхождении опубликовал журнал People.
В 1992 году, при восхождении на пик К2, Фишер участвовал в спасательной операции, которую проводили совместно несколько экспедиций, по эвакуации с горы французской альпинистки Шанталь Модюи, которая страдала от снежной слепоты. Позднее она покорила ещё пять восьмитысячников и погибла под лавиной на горе Дхаулагири в 1998 году.